# Dragan Zarić
Dragan Zarić (15. studenog 1942. – 2. veljače 2000.) je bio srbijanski glumac.

## Životopis
Rođen je u Beogradu. Glumio je u nekoliko poznatih srpskih serija. Prvi put u glumačke vode zakoračio je 1966. godine u filmu Štićenik dok je njegov posljednji film snimljen 1999. (Nož). Imao je i kazališnih uloga. Diplomirao je na Akademiji za film, kazalište i televiziju. Po završenoj akademiji bio je član Beogradskog dramskog kazališta jednu sezonu, odakle je prešao u Narodno kazalište čiji je član ostao do kraja života. Umro je u Beogradu.
Dragan ima dvoje djece koji su također krenuli njegovim stopama. To su Milica Zarić i Ivan Zarić. Bio je vrlo visokog rasta, 198 centimetara.